# Seznam dílů seriálu Star Trek: Discovery
Toto je seznam dílů seriálu Star Trek: Discovery. Americký televizní sci-fi seriál Star Trek: Discovery má 65 dílů rozdělených do 5 řad, první tři řady měly premiéru na internetové platformě CBS All Access (úvodní díl byl premiérově odvysílán i na stanici CBS), čtvrtá a pátá řada byly uvedeny na Paramount+. První díl „Návrat Klingonů“ byl v USA odvysílán 24. září 2017 a poslední díl „Život sám o sobě“ téměř o sedm let později 30. května 2024.
V Česku byly první tři řady seriálu zpřístupněny s českými titulky na Netflixu, první řada byla navíc v roce 2020 odvysílána na stanici Prima Cool s českým dabingem. Zbytek seriálu získal český dabing v roce 2024 na streamovací platformě SkyShowtime.

## Přehled řad
| Řada | Díly | Zveřejnění v USA   | Zveřejnění v USA | Stanice v USA  | Premiéra v ČR   | Premiéra v ČR   | Stanice v ČR |
| Řada | Díly | První díl          | Poslední díl     | Stanice v USA  | První díl       | Poslední díl    | Stanice v ČR |
| ---- | ---- | ------------------ | ---------------- | -------------- | --------------- | --------------- | ------------ |
| 1    | 15   | 24. září 2017      | 11. února 2018   | CBS All Access | 25. září 2017   | 12. února 2018  | Netflix      |
| 2    | 14   | 17. ledna 2019     | 18. dubna 2019   | CBS All Access | 18. ledna 2019  | 19. dubna 2019  | Netflix      |
| 3    | 13   | 15. října 2020     | 7. ledna 2021    | CBS All Access | 16. října 2020  | 8. ledna 2021   | Netflix      |
| 4    | 13   | 18. listopadu 2021 | 17. března 2022  | Paramount+     | 22. března 2024 | 22. března 2024 | SkyShowtime  |
| 5    | 10   | 4. dubna 2024      | 30. května 2024  | Paramount+     | 5. dubna 2024   | 31. května 2024 | SkyShowtime  |

## Seznam dílů

### První řada (2017–2018)
| Č. v seriálu | Č. v řadě | Původní název                                    | Český název | Hvězdné datum | Režie                   | Scénář | Zveřejnění v USA   | Premiéra v ČR      |
| ------------ | --------- | ------------------------------------------------ | --- | ------------- | ----------------------- | --- | ------------------ | ------------------ |
| 1            | 1         | The Vulcan Hello                                 | Návrat Klingonů (Prima) Pozdrav po vulkánsku (Netflix, SkyShowtime)                                                      | 1207.3        | David Semel             | námět: Bryan Fuller a Alex Kurtzman scénář: Bryan Fuller a Akiva Goldsman                                            | 24. září 2017      | 25. září 2017      |
| 2            | 2         | Battle at the Binary Stars                       | Souboj (Prima) Bitva u dvojhvězdy (Netflix, SkyShowtime)                                                                 | 1207.3        | Adam Kane               | námět: Bryan Fuller scénář: Gretchen J. Bergová a Aaron Harberts                                                     | 24. září 2017      | 25. září 2017      |
| 3            | 3         | Context Is for Kings                             | Nový začátek (Prima) Kontext je výsadou králů (Netflix, SkyShowtime)                                                     | neznámé       | Akiva Goldsman          | námět: Bryan Fuller, Gretchen J. Bergová a Aaron Harberts scénář: Gretchen J. Bergová, Aaron Harberts a Craig Sweeny | 1. října 2017      | 2. října 2017      |
| 4            | 4         | The Butcher's Knife Cares Not for the Lamb's Cry | Bytost, nebo zbraň (Prima) Řezníkův nůž nemá s jehňaty slitování (Netflix, SkyShowtime)                                  | neznámé       | Olatunde Osunsanmi      | Jesse Alexander a Aron Eli Coleite                                                                                   | 8. října 2017      | 9. října 2017      |
| 5            | 5         | Choose Your Pain                                 | Zvol si svá muka Vyberte si svou bolest (SkyShowtime)                                                                    | neznámé       | Lee Rose                | námět: Gretchen J. Bergová, Aaron Harberts a Kemp Powers scénář: Kemp Powers                                         | 15. října 2017     | 16. října 2017     |
| 6            | 6         | Lethe                                            | Léthé Lethe (SkyShowtime)                                                                                                | neznámé       | Douglas Aarniokoski     | Joe Menosky a Ted Sullivan                                                                                           | 22. října 2017     | 24. října 2017     |
| 7            | 7         | Magic to Make the Sanest Man Go Mad              | Časová smyčka (Prima) Kouzla, co vedou k šílenství (Netflix, SkyShowtime)                                                | 2136.8–2137.2 | David M. Barrett        | Aron Eli Coleite a Jesse Alexander                                                                                   | 29. října 2017     | 30. října 2017     |
| 8            | 8         | Si Vis Pacem, Para Bellum                        | Chceš-li mír, chystej se na válku (Prima) Chceš-li mír, chystej válku (Netflix) Sis Vis Pacem, Para Bellum (SkyShowtime) | 1308.9        | John S. Scott           | Kirsten Beyerová | 5. listopadu 2017  | 6. listopadu 2017  |
| 9            | 9         | Into the Forest I Go                             | Do hloubi lesa vcházím (Prima) Do lesa vcházím (Netflix, SkyShowtime)                                                    | neznámé       | Chris Byrne             | Bo Yeon Kimová a Erika Lippoldtová                                                                                   | 12. listopadu 2017 | 13. listopadu 2017 |
| 10           | 10        | Despite Yourself                                 | Sám proti sobě (Prima) Sobě navzdory (Netflix, SkyShowtime)                                                              | neznámé       | Jonathan Frakes         | Sean Cochran | 7. ledna 2018      | 8. ledna 2018      |
| 11           | 11        | The Wolf Inside                                  | Vlk v rouše beránčím (Prima) Vlk uvnitř (Netflix) Vlk v nitru (SkyShowtime)                                              | neznámé       | TJ Scott                | Lisa Randolphová | 14. ledna 2018     | 15. ledna 2018     |
| 12           | 12        | Vaulting Ambition                                | Přehnané ambice (Prima) Vysoké ambice (Netflix, SkyShowtime)                                                             | neznámé       | Hanelle M. Culpepperová | Jordon Nardino | 21. ledna 2018     | 22. ledna 2018     |
| 13           | 13        | What's Past Is Prologue                          | Co bylo, je jen předehrou (Prima) Čin, jenž minulost ověnčí, a co přijde, nám zůstaví (Netflix, SkyShowtime)             | 1834.2        | Olatunde Osunsanmi      | Ted Sullivan | 28. ledna 2018     | 29. ledna 2018     |
| 14           | 14        | The War Without, The War Within                  | Válka přede mnou, válka za mnou (Prima, SkyShowtime) Válka (Netflix)                                                     | neznámé       | David Solomon           | Lisa Randolphová | 4. února 2018      | 5. února 2018      |
| 15           | 15        | Will You Take My Hand?                           | Usmíření (Prima) Vezmeš mě za ruku? (Netflix, SkyShowtime)                                                               | neznámé       | Akiva Goldsman          | námět: Akiva Goldsman, Gretchen J. Bergová a Aaron Harberts scénář: Gretchen J. Bergová a Aaron Harberts             | 11. února 2018     | 12. února 2018     |

### Druhá řada (2019)
| Č. v seriálu | Č. v řadě | Původní název                 | Český název (Netflix, SkyShowtime) | Hvězdné datum | Režie                   | Scénář                                                                                             | Zveřejnění v USA | Premiéra v ČR   |
| ------------ | --------- | ----------------------------- | ---------------------------------- | ------------- | ----------------------- | -------------------------------------------------------------------------------------------------- | ---------------- | --------------- |
| 16           | 1         | Brother                       | Bratr                              | 1025.19       | Alex Kurtzman           | Ted Sullivan, Gretchen J. Bergová a Aaron Harberts                                                 | 17. ledna 2019   | 18. ledna 2019  |
| 17           | 2         | New Eden                      | Nový Ráj                           | 1027.32       | Jonathan Frakes         | námět: Akiva Goldsman a Sean Cochran scénář: Vaun Wilmott a Sean Cochran                           | 24. ledna 2019   | 25. ledna 2019  |
| 18           | 3         | Point of Light                | Světelný bod                       | 1029.46       | Olatunde Osunsanmi      | Andrew Colville                                                                                    | 31. ledna 2019   | 1. února 2019   |
| 19           | 4         | An Obol for Charon            | Obolus pro Chárona                 | 1834.2512     | Lee Roseová             | námět: Jordon Nardino, Gretchen J. Bergová a Aaron Harberts scénář: Alan McElroy a Andrew Colville | 7. února 2019    | 8. února 2019   |
| 20           | 5         | Saints of Imperfection        | Nedokonalí světci                  | neznámé       | David Barrett           | Kirsten Beyerová                                                                                   | 14. února 2019   | 15. února 2019  |
| 21           | 6         | The Sounds of Thunder         | Zvuk hromu                         | 1035.86       | Douglas Aarniokoski     | Bo Yeon Kimová a Erika Lippoldtová                                                                 | 21. února 2019   | 22. února 2019  |
| 22           | 7         | Light and Shadows             | Světlo a stíny                     | neznámé       | Marta Cunninghamová     | námět: Ted Sullivan a Vaun Wilmott scénář: Ted Sullivan                                            | 28. února 2019   | 1. března 2019  |
| 23           | 8         | If Memory Serves              | Jestli paměť stále slouží          | 1532.9        | T. J. Scott             | Dan Dworkin a Jay Beattie                                                                          | 7. března 2019   | 8. března 2019  |
| 24           | 9         | Project Daedalus              | Projekt Daidalos                   | neznámé       | Jonathan Frakes         | Michelle Paradiseová                                                                               | 14. března 2019  | 15. března 2019 |
| 25           | 10        | The Red Angel                 | Rudý anděl                         | neznámé       | Hanelle M. Culpepperová | Chris Silvestri a Anthony Maranville                                                               | 21. března 2019  | 22. března 2019 |
| 26           | 11        | Perpetual Infinity            | Nekonečná věčnost                  | neznámé       | Maja Vrvilová           | Alan McElroy a Brandon Schultz                                                                     | 28. března 2019  | 29. března 2019 |
| 27           | 12        | Through the Valley of Shadows | Údolím stínů                       | 1048.66       | Douglas Aarniokoski     | Bo Yeon Kimová a Erika Lippoldtová                                                                 | 4. dubna 2019    | 5. dubna 2019   |
| 28           | 13        | Such Sweet Sorrow (Part 1)    | Sladkobolný smutek (1. část)       | 1050.8–1051.8 | Olatunde Osunsanmi      | Michelle Paradiseová, Jenny Lumetová a Alex Kurtzman                                               | 11. dubna 2019   | 12. dubna 2019  |
| 29           | 14        | Such Sweet Sorrow (Part 2)    | Sladkobolný smutek (2. část)       | 1201.7        | Olatunde Osunsanmi      | Michelle Paradiseová, Jenny Lumetová a Alex Kurtzman                                               | 18. dubna 2019   | 19. dubna 2019  |

### Třetí řada (2020–2021)
| Č. v seriálu | Č. v řadě | Původní název            | Český název                                            | Hvězdné datum | Režie                   | Scénář                                                                             | Zveřejnění v USA   | Premiéra v ČR      |
| ------------ | --------- | ------------------------ | ------------------------------------------------------ | ------------- | ----------------------- | ---------------------------------------------------------------------------------- | ------------------ | ------------------ |
| 30           | 1         | That Hope Is You, Part 1 | Naděje nebyla zbytečná, 1. část (Netflix, SkyShowtime) | neznámé       | Olatunde Osunsanmi      | Michelle Paradiseová, Jenny Lumetová a Alex Kurtzman                               | 15. října 2020     | 16. října 2020     |
| 31           | 2         | Far from Home            | Daleko od domova (Netflix, SkyShowtime)                | neznámé       | Olatunde Osunsanmi      | Michelle Paradiseová, Jenny Lumetová a Alex Kurtzman                               | 22. října 2020     | 23. října 2020     |
| 32           | 3         | People of Earth          | Pozemšťané (Netflix, SkyShowtime)                      | 865211.3      | Jonathan Frakes         | Bo Yeon Kimová a Erika Lippoldtová                                                 | 29. října 2020     | 30. října 2020     |
| 33           | 4         | Forget Me Not            | Nezapomeň (Netflix) Nezapomeň na mě (SkyShowtime)      | neznámé       | Hanelle M. Culpepperová | Alan McElroy, Chris Silvestri a Anthony Maranville                                 | 5. listopadu 2020  | 6. listopadu 2020  |
| 34           | 5         | Die Trying               | Snaha za každou cenu (Netflix, SkyShowtime)            | neznámé       | Maja Vrvilová           | námět: James Duff a Sean Cochran scénář: Sean Cochran                              | 12. listopadu 2020 | 13. listopadu 2020 |
| 35           | 6         | Scavengers               | Mrchožrouti (Netflix, SkyShowtime)                     | neznámé       | Douglas Aarniokoski     | Anne Cofellová Saundersová                                                         | 19. listopadu 2020 | 20. listopadu 2020 |
| 36           | 7         | Unification III          | Sjednocení 3 (Netflix, SkyShowtime)                    | neznámé       | Jon Dudkowski           | Kirsten Beyerová                                                                   | 26. listopadu 2020 | 27. listopadu 2020 |
| 37           | 8         | The Sanctuary            | Rezervace (Netflix) Útočiště (SkyShowtime)             | neznámé       | Jonathan Frakes         | Kenneth Lin a Brandon Schultz                                                      | 3. prosince 2020   | 4. prosince 2020   |
| 38           | 9         | Terra Firma, Part 1      | Terra Firma, 1. část (Netflix, SkyShowtime)            | neznámé       | Omar Madha              | námět: Bo Yeon Kimová, Erika Lippoldtová a Alan McElroy scénář: Alan McElroy       | 10. prosince 2020  | 11. prosince 2020  |
| 39           | 10        | Terra Firma, Part 2      | Terra Firma, 2. část (Netflix, SkyShowtime)            | neznámé       | Chloe Domontová         | námět: Bo Yeon Kimová, Erika Lippoldtová a Alan McElroy scénář: Kalinda Vazquezová | 17. prosince 2020  | 18. prosince 2020  |
| 40           | 11        | Su'Kal                   | Su'Kal (Netflix, SkyShowtime)                          | neznámé       | Norma Baileyová         | Anne Cofellová Saundersová                                                         | 24. prosince 2020  | 25. prosince 2020  |
| 41           | 12        | There Is a Tide…         | Čas přílivu (Netflix, SkyShowtime)                     | neznámé       | Jonathan Frakes         | Kenneth Lin                                                                        | 31. prosince 2020  | 1. ledna 2021      |
| 42           | 13        | That Hope Is You, Part 2 | Naděje nebyla zbytečná, 2. část (Netflix, SkyShowtime) | neznámé       | Olatunde Osunsanmi      | Michelle Paradiseová                                                               | 7. ledna 2021      | 8. ledna 2021      |

### Čtvrtá řada (2021–2022)
| Č. v seriálu | Č. v řadě | Původní název        | Český název        | Hvězdné datum | Režie                                 | Scénář                                               | Zveřejnění v USA   | Premiéra v ČR   |
| ------------ | --------- | -------------------- | ------------------ | ------------- | ------------------------------------- | ---------------------------------------------------- | ------------------ | --------------- |
| 43           | 1         | Kobayashi Maru       | Kobayashi Maru     | neznámé       | Olatunde Osunsanmi                    | Michelle Paradiseová, Jenny Lumetová a Alex Kurtzman | 18. listopadu 2021 | 22. března 2024 |
| 44           | 2         | Anomaly              | Anomálie           | neznámé       | Olatunde Osunsanmi                    | Anne Cofellová Saundersová a Glenise Mullinsová      | 25. listopadu 2021 | 22. března 2024 |
| 45           | 3         | Choose to Live       | Zvolte si život    | neznámé       | Christopher J. Byrne                  | Terri Hughesová Burtonová                            | 2. prosince 2021   | 22. března 2024 |
| 46           | 4         | All Is Possible      | Vše je možné       | 865661.2      | John Ottman                           | Alan McElroy a Eric J. Robbins                       | 9. prosince 2021   | 22. března 2024 |
| 47           | 5         | The Examples         | Exempláře          | neznámé       | Lee Roseová                           | Kyle Jarrow                                          | 16. prosince 2021  | 22. března 2024 |
| 48           | 6         | Stormy Weather       | Zlá bouře          | neznámé       | Jonathan Frakes                       | Anne Cofellová Saundersová a Brandon Schultz         | 23. prosince 2021  | 22. března 2024 |
| 49           | 7         | …But to Connect      | Spojíme se?        | neznámé       | Lee Roseová                           | Terri Hughesová Burtonová a Carlos Cisco             | 30. prosince 2021  | 22. března 2024 |
| 50           | 8         | All In               | Vabank             | neznámé       | Christopher J. Byrne a Jen McGowanová | Sean Cochran                                         | 10. února 2022     | 22. března 2024 |
| 51           | 9         | Rubicon              | Rubikon            | neznámé       | Andi Armaganian                       | Alan McElroy                                         | 17. února 2022     | 22. března 2024 |
| 52           | 10        | The Galactic Barrier | Galaktická bariéra | neznámé       | Deborah Kampmeierová                  | Anne Cofellová Saundersová                           | 24. února 2022     | 22. března 2024 |
| 53           | 11        | Rosetta              | Rosetta            | 865783.7      | Jeff Byrd a Jen McGowanová            | Terri Hughesová Burtonová                            | 3. března 2022     | 22. března 2024 |
| 54           | 12        | Species Ten-C        | Druh 10-C          | neznámé       | Olatunde Osunsanmi                    | Kyle Jarrow                                          | 10. března 2022    | 22. března 2024 |
| 55           | 13        | Coming Home          | Návrat domů        | neznámé       | Olatunde Osunsanmi                    | Michelle Paradiseová                                 | 17. března 2022    | 22. března 2024 |

### Pátá řada (2024)
| Č. v seriálu | Č. v řadě | Původní název        | Český název              | Hvězdné datum | Režie                 | Scénář                             | Zveřejnění v USA | Premiéra v ČR   |
| ------------ | --------- | -------------------- | ------------------------ | ------------- | --------------------- | ---------------------------------- | ---------------- | --------------- |
| 56           | 1         | Red Directive        | Rudá směrnice            | neznámé       | Olatunde Osunsanmi    | Michelle Paradise                  | 4. dubna 2024    | 5. dubna 2024   |
| 57           | 2         | Under the Twin Moons | Pod dvojitým měsícem     | 866274.3      | Doug Aarniokoski      | Alan McElroy                       | 4. dubna 2024    | 5. dubna 2024   |
| 58           | 3         | Jinaal               | Jinaal                   | neznámé       | Andi Armaganian       | Kyle Jarrow a Lauren Wilkinson     | 11. dubna 2024   | 12. dubna 2024  |
| 59           | 4         | Face the Strange     | Tváří v tvář podivnostem | neznámé       | Lee Rose              | Sean Cochran                       | 18. dubna 2024   | 19. dubna 2024  |
| 60           | 5         | Mirrors              | Zrcadla                  | 866282.9      | Jen McGowan           | Johanna Lee a Carlos Cisco         | 25. dubna 2024   | 26. dubna 2024  |
| 61           | 6         | Whistlespeak         | Píšťalka                 | neznámé       | Chris Byrne           | Kenneth Lin a Brandon A. Schultz   | 2. května 2024   | 3. května 2024  |
| 62           | 7         | Erigah               | Erigah                   | neznámé       | Jon Dudkowski         | M. Raven Metzner                   | 9. května 2024   | 10. května 2024 |
| 63           | 8         | Labyrinths           | Labyrinty                | neznámé       | Emmanuel Osei-Kuffour | Lauren Wilkinson a Eric J. Robbins | 16. května 2024  | 17. května 2024 |
| 64           | 9         | Lagrange Point       | Lagrangeův bod           | neznámé       | Jonathan Frakes       | Sean Cochran a Ari Friedman        | 23. května 2024  | 24. května 2024 |
| 65           | 10        | Life, Itself         | Život sám o sobě         | neznámé       | Olatunde Osunsanmi    | Kyle Jarrow a Michelle Paradise    | 30. května 2024  | 31. května 2024 |